# Kayangel
Kayangel è uno dei 16 stati in cui si divide Palau. Kayangel è un piccolo atollo di Palau, situato a 24 km a nord di Koror. Ha un'estensione di 2,6 km di  lunghezza e 1,3 km di larghezza. La superficie è di 1,4  km². C'è una piccola laguna ancora in formazione al centro dell'isola. L'isola principale, un piccolo atollo con un campo e un piccolo isolotto, ha una popolazione di circa 138 abitanti (fonte del 2002)
L'unica fonte d'energia proviene dai pannelli solari fotovoltaici e dai generatori personali. Esiste una piccola scuola e una drogheria per gli abitanti. Il tragitto verso l'isola in barca da Ngerulmud, capitale di Palau, richiede due ore di viaggio.
Kayangel conta tre atolli
1. Kayangel
2. Ngaruangel
3. Velasco Reef